# Futbol australijski

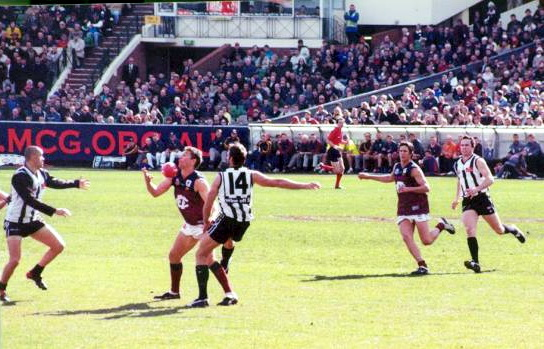
Fragment meczu na stadionie MCG w Melbourne

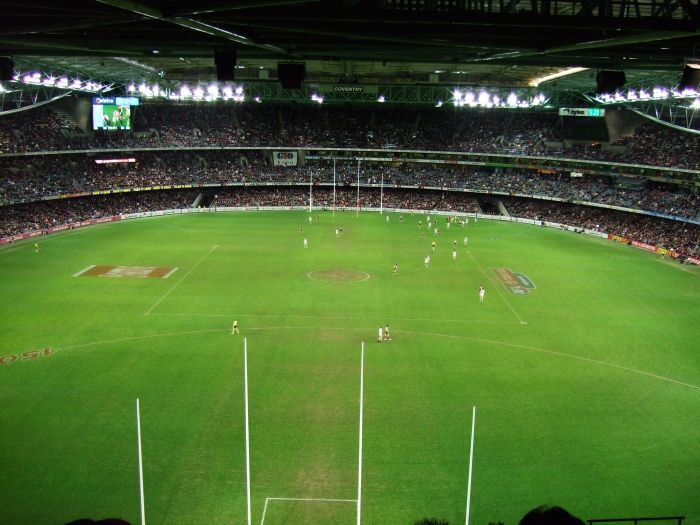
Fragment meczu na stadionie Dockland w Melbourne

Futbol australijski (ang. Australian rules football lub od nazwy największej ligi AFL – Australian Football League), popularnie nazywany footy lub Aussie rules) – bardzo popularny w Australii sport drużynowy, grany zazwyczaj na boiskach krykietowych przez dwie 18-osobowe drużyny owalną piłką przypominającą nieco piłkę do rugby. Obok krykieta jest to drugi „sport narodowy” Australii uprawiany we wszystkich stanach tego kraju, a coroczny „AFL Grand Final” (rozgrywany tradycyjnie we wrześniu na stadionie MCG w Melbourne) jest jednym z największych wydarzeń sportowych tego kraju. Słynnym żartem jest, że w futbolu australijskim jedyną zasadą jest to, że nie ma zasad.

## Historia
Footy powstał w Australii (za ojczyznę tego sportu uważa się stan Wiktoria i jego stolicę Melbourne) około roku 1850. Futbol australijski jest grą, w której można doszukać się wielu elementów z innych gier, m.in. takich jak piłka nożna czy rugby. Warto przy tym pamiętać, że ówczesne piłka nożna i rugby były sportami o zupełnie innych przepisach niż to jest obecnie. Niemniej uważa się, że footy jest grą najbardziej odzwierciedlającą europejską piłkę nożną graną w średniowieczu. Gra także nieco przypomina futbol irlandzki (gaelic football), w odróżnieniu od niego jednak nie używa okrągłej piłki, grana jest na boisku o innym kształcie i nie ma tradycyjnych bramek, nie wiadomo także do końca, czy nie są to podobieństwa przypadkowe i czy twórcom „Aussie rules” znana była irlandzka odmiana futbolu. W tej unikatowej grze istnieją także elementy aborygeńskiej gry „Marn Grook” (zagrania „mark” i wysokie wyskoki po piłkę – często przy użyciu pleców innego gracza).
Głównym założeniem powstania futbolu australijskiego, było utrzymanie wysokiej kondycji graczy krykieta w „mokre” zimowe miesiące (krykiet jest rozgrywany wiosną i latem); stąd też olbrzymie krykietowe boisko do gry w „footy”.
W drugiej połowie XIX wieku futbol australijski stał się ulubioną grą ludu (robotniczych warstw społecznych). Liczne kluby zaczęły organizować zawody między sobą. Zwiększająca się popularność doprowadziła do utworzenia w 1897 roku najważniejszej ligi w stanie Wiktoria – Victorian Football League. Pod tą nazwą liga przetrwała do 1990 roku, gdy zmieniła się na Australian Football League, czyli na rozgrywki ogólnokrajowe.
Jeszcze w XIX wieku futbol australijski zdobył dominującą rolę w trzech stanach poza Wiktorią, czyli: na Tasmanii, w Australii Południowej i Australii Zachodniej. Tam od zawsze istniały dobrze zorganizowane rozgrywki, a powstanie AFL w 1990 roku zacieśniło współpracę między Wiktorią a pozostałymi stanami. Dzisiaj Australia Południowa i Zachodnia posiadają po dwie drużyny w lidze ogólnokrajowej, a Tasmania ze względu na małą populację ciągle czeka na swojego przedstawiciela.
Zupełnie inaczej potoczyły się losy footy w Nowej Południowej Walii (ze stolicą w Sydney) i Queensland (Brisbane), gdzie od zawsze sportem dominującym było rugby. Choć futbol australijski istniał tam od zawsze, to jednak dopiero od lat 80. XX wieku zaczął przybierać na znaczeniu wśród kibiców i mediów. Początkowo pierwsza drużyna w lidze krajowej ze stanu Nowa Południowa Walia – Sydney Swans – miała poważne problemy z frekwencją i ogólnym zainteresowaniem. Podobnie sprawa się miała z drużyną z Queensland, czyli z Brisbane Bears (dzisiaj Brisbane Lions). Choć drużyny te już w pełni „zadomowiły” się w swoich stanach, to jednak nadal ustępują drużynom rugby. Niemniej od 2011 roku stan Queensland będzie reprezentowany w AFL już przez dwie drużyny (zostanie utworzona drużyna w Gold Coast), a rok później taki sam status będzie miała Nowa Południowa Walia (druga drużyna w Sydney).

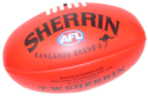
Piłka do gry w futbol australijski

## Zasady gry
Drużyna futbolu australijskiego składa się z 22 graczy, z czego jednocześnie na boisku może przebywać 18 (czterech pozostałych przebywa na ławce rezerwowych). W grze tej obowiązują zmiany lotne, to znaczy, że w każdej chwili gracz z pola może zostać zmieniony przez rezerwowego.
Futbol australijski to bardzo szybka gra, w której dozwolone jest atakowanie gracza, w posiadaniu którego jest piłka poprzez: chwyt, szarżę, pchnięcie od przodu lub z boku. Niedozwolone jest popychanie w plecy, uderzenia, atakowanie powyżej ramion i poniżej kolan. Poza tym można blokować wszystkich zawodników znajdujących się 5 m od gracza niosącego piłkę.
Piłka może być podawana w dowolnym kierunku poprzez jej kopnięcie, uderzenie pięścią lub bezpośrednie przekazanie do rąk innego zawodnika, nie wolno jej natomiast rzucać. Jeżeli po kopnięciu na odległość przynajmniej 15 m piłka zostanie złapana przez jednego z graczy zanim dotknie ona ziemi, to otrzymuje on coś w rodzaju „rzutu wolnego” („mark”) – jeżeli gracz zdecyduje się zatrzymać po złapaniu piłki, to nie może zostać zaatakowany przez innego gracza do momentu kiedy nie zagra piłki dalej. Przywileju „mark” nie wolno celebrować w nieskończoność. Zazwyczaj w środku pola – z dala od bramki atakowanej – sędzia przyznaje przywilej jedynie na kilka sekund (zazwyczaj 5–7 sekund). Po tym czasie zwalnia z „mark” głośno krzycząc „play on” (w wolnym tłumaczeniu – „gramy”). Jeżeli jest realna możliwość zdobycia „gola”, sędzia przedłuża przywilej „mark” do 20–30 sekund. Przy łapaniu „marks” obowiązują zasady wymienione powyżej, a więc dozwolone są tak spektakularne manewry jak wskoczenie na plecy graczowi z drużyny przeciwnej (lub nawet koledze ze swojej drużyny) odbicie się z nich i złapanie piłki wysoko w powietrzu.
Zasada 15 metrów dotyczy także przemieszczania się zawodnika z piłką. Mianowicie gracz biegnący z piłką musi przynajmniej raz na 15 m odbić ją (kozioł) lub dotknąć murawy. Jeżeli tego nie uczyni, to sędzia zarządzi „rzut wolny” drużynie przeciwnej z miejsca błędu. Odległość 15 m w tym wypadku jest umowna, bo zależy od intuicji i obiektywności sędziego. Niemniej wymaga się od sędziego gwizdania zgodnie z „duchem gry”.
Jeżeli piłka zostanie zablokowana, a sędzia uzna, że żaden z graczy nie miał możliwości je zagrania, to wznawia ją odbijając kozłem od murawy (podobnie jak przy rozpoczęciu gry czy po zdobyciu „gola”). Gdy zaś sędzia uzna, że gracz miał możliwość oddania piłki zanim została zablokowana, to przyznaje „rzut wolny” drużynie przeciwnej. W przeciwieństwie do rugby i futbolu amerykańskiego, zawodnik będący w posiadaniu piłki nie może dać się powalić (szarża) ani złapać rywalowi, gdyż wtedy arbiter zarządzi „przetrzymywanie piłki” i zarządzi „rzut wolny” rywalom.
Sędzia także uczestniczy przy wyrzucie piłki z autu: gdy uzna, że piłka opuściła boisko w sposób niezamierzony, to wrzuca ją z autu stojąc tyłem do boiska („ball in”). Gdy zaś uzna, że piłka została celowo wybita lub bezpośrednio opuściła boisko zanim dotknęła murawy – to przyznaje z miejsca wyjścia piłki na aut „rzut wolny” („out on full”) drużynie przeciwnej.
Wszelkie naganne zachowania (kłótnie z sędzią, celowe i nieprzepisowe przeszkadzanie w grze, czy też brutalna gra niezgodna z zasadami „fair play”) automatycznie skutkują „rzutem wolnym” dla rywali i 50-metrową karą („rzut wolny" przesuwany jest o 50 m w kierunku bramki drużyny ukaranej).

## Boisko i pozycje graczy
|  |  |

## Punktacja
Oryginalny jest sposób liczenia zdobywanych „bramek”. Bramki stanowią cztery (a czasem trzy) pionowe słupki oddalone od siebie o 6,40 m.
- goal (major score)  – akcja 6-punktowa, za strzelenie piłki pomiędzy dwa środkowe słupki (piłka musi być kopnięta). Trzeba dodać, że kopnięta piłka w drodze do bramki nie może dotknąć żadnego gracza, czy to swojego, czy rywala (może natomiast toczyć się i odbijać od murawy).

- behind (minor score)  – akcja 1-punktowa, za:
  - kopnięcie piłki w boczną bramkę;
  - bezpośrednie trafienie w słupek środkowej bramki (i to niezależnie gdzie piłka po dotknięciu słupka poleci, w jedną z bramek, czy powróci w pole);
  - wbicie piłki ręką do którejkolwiek bramki (nawet środkowej);
  - dotknięcie piłki, ale już po kopnięciu przez któregokolwiek gracza zanim przekroczy linię bramkową.

Trafienie w jeden z bocznych słupków to brak jakiegokolwiek punktu (reguła taka sama co przy środkowych słupkach).
Do 2008 roku, często spotykało się zawodników celowo wbiegających lub wbijających piłkę do jednej z trzech własnych bramek. Ten klasyczny „samobój” kosztował jedynie stratę jednego oczka. Od 2009 roku, celowy „samobój” skutkuje „rzutem wolnym” dla drużyny przeciwnej spod samej bramki (ten przepis w praktyce wyeliminował tego typu defensywne zagrania).
Gdy jedna z drużyn zdobędzie „gola” (6 punktów), to sędzia wznawia grę ze środka boiska. Gdy zaś drużyna zdobędzie „behind” (1 punkt), to drużyna przeciwna wznawia grę ze swojego pola bramkowego.
Oryginalny jest także zapis wyników meczów. Oto przykład z 25 kwietnia 2009 roku:
Essendon FC 13.15 (93) – Collingwood FC 12.16 (88)
Pierwsza liczba oznacza zdobyte „gole” (należy je pomnożyć przez „6”), po kropce liczba jednopunktowych „behinds”, a w nawiasie łączna liczba punktów. Z zapisu wynika, że drużyna Essendon FC zwyciężyła pięcioma punktami.

## Czas gry
Mecz futbolu australijskiego trwa 4 kwarty po 20 minut, przy czym czas zatrzymywany jest podczas przerw (podobnie jak w koszykówce czy piłce ręcznej). Przeciętnie jedna kwarta trwa około 30 minut. Po pierwszej i trzeciej kwarcie następuje 6-minutowa przerwa, zaś po drugiej (po pierwszej połowie meczu) zarządzany jest 22-minutowy odpoczynek.

## Sędziowie
W lidze AFL każde spotkanie prowadzone jest przez dziewięciu sędziów: trzech głównych; czterech liniowych i dwóch bramkowych. Poza tym na każde spotkanie przydzielani są sędzia techniczny i arbiter odpowiedzialny za operowanie czasem gry.

## Futbol australijski w Polsce
W styczniu 2015 roku powstała w Bydgoszczy pierwsza polska drużyna, Bydgoszcz Wildcats. Od 2018 roku w Warszawie działa ogólnopolska drużyna Polish Devils AFL biorąca udział w międzynarodowych turniejach. Od 2021 do drużyn z Wrocławia, Nysy i Warszawy dołączyła ekipa Hornets Lublin, a od 2022 drużyna Silesia Miners.